# Садовий (Омутинський район)
Садо́вий (рос. Садовый) — селище у складі Омутинського району Тюменської області, Росія.
Населення — 11 осіб (2010, 20 у 2002).
Національний склад станом на 2002 рік:
- росіяни — 90 %